# Ngày Chúa đến

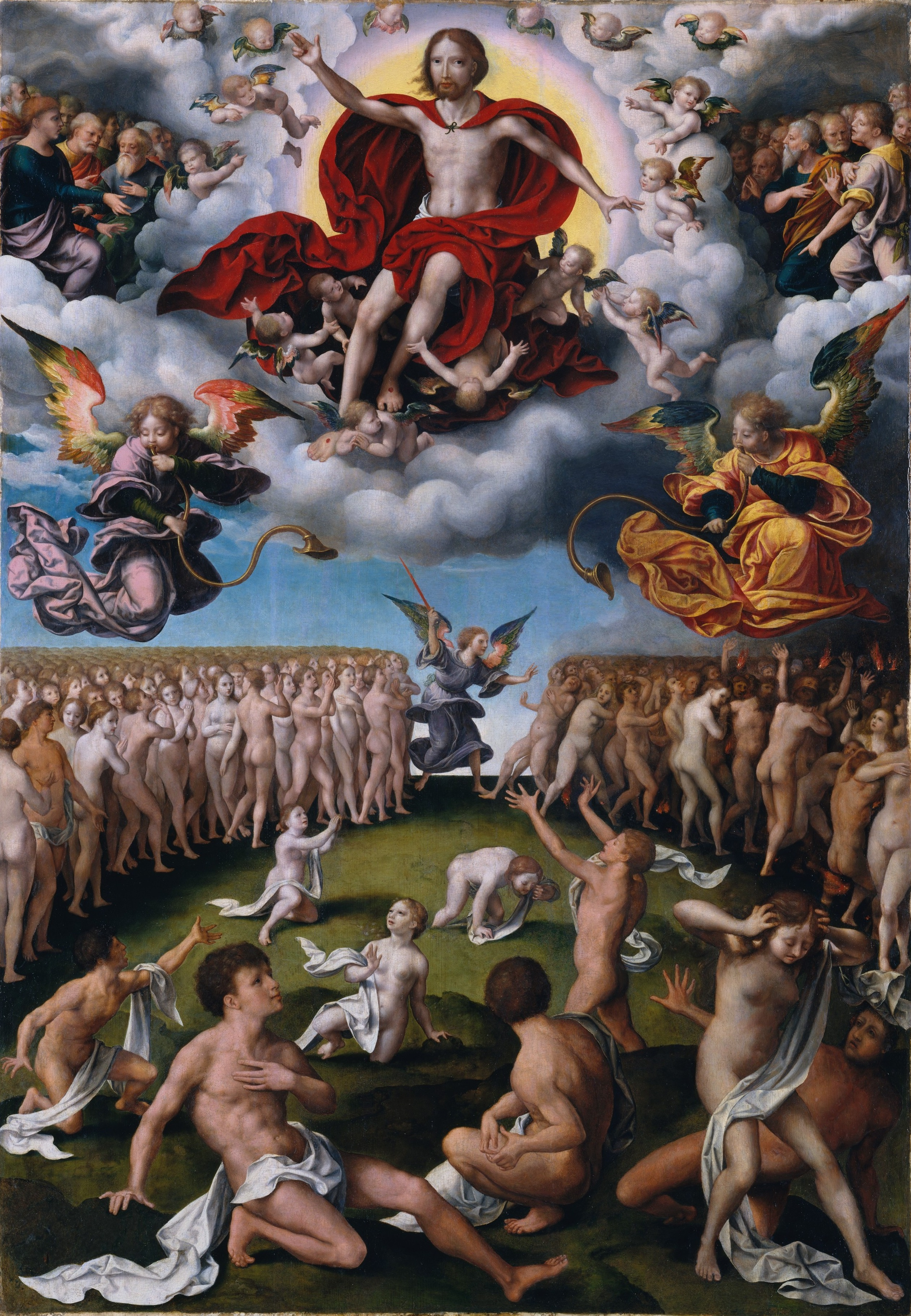
Họa phẩm về Ngày Chúa đến, khi đó Chúa sẽ ngự trên mây giáng trần, những tín nhân sẽ được cất lên ở với Chúa và sẽ có cuộc Phán xét chung

Ngày Chúa đến (tiếng Anh: The Day of the Lord; tiếng Do Thái: יֹו /יְהוָה]/Yom Adonai/ἡμέρα/κυρίου/hēmera Kyriou) là sự kiện trọng đại được nhắc đến trong Kinh Thánh khi mà Chúa sẽ ngự mây giáng trần cùng với đó là hiện tượng hãi hùng, kinh thiên động địa "Mặt trời sẽ biến thành bóng tối, và mặt trăng biến thành máu, trước khi ngày trọng đại và kinh khiếp của ngày Chúa đến" (Sách Giô-ên 2:31), được trích dẫn trong sách Công vụ các Sứ đồ tại câu 16–21. Trong Kinh thánh Do Thái (Hebrew), ý nghĩa của các cụm từ "Ngày Chúa đến" ám chỉ đến các sự kiện tức thì, những thời khắc diễn ra bàng hoàng như những cuộc xâm lược của đội quân ngoài hành tinh, việc chiếm giữ lấy một thành phố và nỗi thống khổ, tai ương sẽ được Chúa giáng xuống đầu dân sự. Điều này cũng xuất hiện nhiều trong chương thứ hai của cuốn sách Isaiah do nhà tiên tri Isaiah biên chép. Nhà tiên tri Malachi cũng báo trước sự trở lại của Elijah ngay trước "ngày trọng đại và khủng khiếp của Chúa" trong Chương III của sách Malachi. 
Trong Kinh Tân Ước thì cụm từ "Ngày Chúa đến" cũng có thể ám chỉ đến thời đại của chính người viết ra những văn phẩm Cơ đốc đó, hoặc giả có thể ám chỉ đến những sự kiện được tiên đoán trong thời đại sau này của lịch sử trái đất bao gồm cả sự phán xét cuối cùng (phán xét chung) và sự sống đời sau. Cụm từ "Ngày Chúa đến" cũng có thể có ý nghĩa mở rộng khi ám chỉ cả những lần làm công tác đầu tiên của Chúa Jesus và lần tái lâm của Chúa Jesus khi Chúa đã âm thầm hạ phàm nhập thể xuống trần gian trong xác thịt để thực hiện công tác của Ngài. Khái niệm "Ngày Chúa đến" được tiến triển mở rộng trong toàn bộ Kinh thánh Do Thái và nhiều Thánh thư Cơ đốc giáo để trở thành một "ngày phán quyết cuối cùng" và đó cũng chính là ngày tận thế vào thời kỳ tận thế (thời kỳ sau rốt). Khi còn ở nhân gian, thông qua các môn đệ của mình thì Chúa Giê-xu đã mặc khải cho biết những dấu hiệu "ngày Chúa đến", cơn đại nạn và ngày tận thế qua lời Chúa phán mà không tin sự suy luận, tính toán của con người để xác định ngày Chúa tái lâm, khi đó Chúa sẽ ngự trên mây giáng lâm và những tín nhân theo Chúa sẽ được cất lên trên trời với Chúa.

## Dự đoán
Ông Harold Camping người lãnh đạo của Family Radio (Chương trình Phát thanh Gia đình) tuyên bố rằng ngày tận thế và Ngày phán xét sẽ diễn ra vào ngày 21 tháng 5 năm 2011 và khẳng định ông đã dùng Kinh thánh để tính toán đưa ra những tuyên bố này. Trong cuộc phỏng vấn trên đài phát thanh năm 2010, ông Camping tuyên bố ngày 21 tháng 5 năm 2011 là Ngày Chúa đến và là ngày phán xét. Ông dự ngôn rằng sự tận thế sẽ diễn ra lúc 6 giờ chiều theo giờ địa phương. Sau khi dự đoán đó không thành hiện thực, ông Camping tuyên bố rằng sẽ xảy ra sự cất lên (Rapture) vào ngày 21 tháng 10 năm 2011. Harold Camping chế giễu những người tin rằng thế giới sẽ chấm dứt vào năm 2012, ông cho rằng việc xác định năm 2012 không liên quan đến Kinh Thánh và cho rằng chuyện đó là chuyện hoang đường vì theo tính toán của ông thì sự chung cuộc (ngày sau rốt) thật sự sẽ xảy ra trong năm 2011. Trong năm 2010, đài phát thanh Family Radio dẫn lời ông Camping tuyên bố rằng thế giới sẽ kết thúc vào ngày 21 tháng 5 năm 2011. 
Đây không phải là lần đầu tiên ông Camping tuyên bố về ngày tái lâm. Năm 1992, trong quyển sách "1994?" ông tuyên bố Chúa Jesus sẽ tái lâm trong khoảng 15 tháng 9 năm 1994 đến 27 tháng 9 năm 1994. Sau đó ông lần lần dời ngày vì sự việc ông tiên tri không diễn ra. Ngày 6 tháng 9 năm 1994, những người tin lời ông Camping nhóm lại trong tòa nhà Alameda's Veterans Memorial để chờ đợi Chúa trở lại, họ dẫn theo con cái, ăn mặc đẹp đẽ, mở Kinh Thánh và hướng lên trời nhưng rồi chẳng có gì xảy ra. Ông Camping thừa nhận là có thể ông ta nhầm lẫn trong tính toán. Những lần thay đổi về ngày Chúa đến được ghi nhận là không diễn ra, đó ông lại tiên đoán thế giới sẽ kết thúc trước năm 2008 và năm 2010 ông lại công bố ngày 21 tháng 05 năm 2011 là Ngày Phán Xét. Trong hai quyển sách "We are Almost There!" (Chúng Ta Sắp Đến Đó) và "To God be the Glory", ông Camping chủ trương rằng ngày 21 tháng 05 năm 2011 là ngày Chúa tái lâm, còn ngày 21 tháng 10 năm 2011 là ngày tận thế.
Ông Camping xác định những thời điểm quan trọng theo lịch sử Kinh Thánh. Theo ông Camping thì năm 2011 cách ngày xảy ra trận Đại hồng thủy thời ông Nô-ê là 7000 năm, trận đại hồng thủy thời ông Nô-ê xảy ra vào năm 4.990 trước Công nguyên và cách năm 2011 sau Công nguyên tròn 7000 năm. Sáng Thế Ký cho biết Đức Chúa Trời truyền cho ông Nô-ê và cả gia đình vào tàu 7 ngày trước khi trận đại hồng thủy diễn ra. Họ cho rằng 7 ngày là thời gian dành cho ông Nô-ê cảnh báo người thời đó hãy vào tàu để được an toàn. Kinh Thánh cho biết ngày 17 tháng 2 năm 600 vào đời Nô-ê, Đức Chúa Trời đóng cửa tàu lại và trận đại hồng thủy diễn ra. Khoảng 5000 năm sau, Đức Chúa Trời dùng ông Phi-e-rơ nhắc lại sự kiện thế giới bị hủy diệt bằng trận đại hồng thủy đồng thời nhắc nhở rằng Đức Chúa Trời sẽ hủy diệt thế giới này bằng lửa: Thế gian bấy giờ cũng bị hủy phá như vậy, là bị chìm đắm bởi nước lụt. Nhưng trời đất thời bây giờ cũng là bởi lời ấy mà còn lại, và để dành cho lửa; lửa sẽ đốt nó đi trong ngày phán xét và hủy phá kẻ ác (Phi-e-rơ 3:6-7). Ông Camping đã dựa vào Phi-e-rơ để xác định 7000 năm sau khi phá hủy thế giới bằng nước lụt Chúa sẽ hủy diệt thế giới bằng lửa. Theo cách tính toán và vận dụng Kinh Thánh của ông Camping thì năm 2011 là năm Chúa sẽ phán xét và hủy phá kẻ ác.
Ông dự đoán những chu kỳ này vào thời hiện đại và kết hợp kết quả với những thông tin khác trong Kinh thánh. Theo ông Camping thì giữa lần thứ nhất, tức là trận đại hồng thủy với lần thứ hai, tức là ngày phán xét và hủy phá có câu Kinh Thánh rằng: "Hỡi kẻ rất yêu dấu, chớ nên quên rằng ở trước mặt Chúa một ngày như ngàn năm, ngàn năm như một ngày" (Phi-e-rơ 3:8). Kết hợp giữa Phi-e-rơ với Sáng Thế Ký: "Vì còn bảy ngày nữa, ta sẽ làm mưa xuống mặt đất, trong bốn mươi ngày và bốn mươi đêm; ta sẽ tuyệt diệt khỏi đất hết các loài của ta đã dựng nên" (Sáng Thế Ký 7:4). Sau bảy ngày, nước lụt xảy có trên mặt đất nhằm năm 600 của đời Nô-ê, tháng 2, ngày 17, và chính cái ngày đó thì các nguồn của vực lớn nổ ra, và các đập trên trời mở xuống (Sáng Thế Ký 7:10-11), từ đó ông Camping có những lập luận rằng câu "trước mặt Chúa một ngày như ngàn năm, ngàn năm như một ngày" và vào 7 ngày trong Sáng Thế Ký "còn bảy ngày nữa" thì 7 ngày sẽ tương ứng với 7000 năm. Đây là thời gian dành cho con người có cơ hội thoát khỏi sự đoán phạt bằng cách bước vào ân sủng của Chúa. Sau 7000 năm Đức Chúa Trời sẽ phán xét thế gian này bằng lửa huỷ diệt.
Nhưng có những học giả khác cho rằng trận đại hồng thủy thời ông Nô-ê xảy ra cách đây chưa đến 5000 năm, khoảng 4336 năm mà không phải 7000 năm. Lấy thời gian 7 ngày trước khi xảy ra trận đại hồng thủy rồi dùng làm mốc để cộng vào 7000 năm để tính ra năm Chúa tái lâm là vận dụng Kinh Thánh theo ý riêng là không có cơ sở và đây là lời từ tiên tri giả. Ông Camping tuy là người say mê với những con số trong Kinh Thánh trong đó, số 2 tượng trưng cho những người rao giảng Phúc Âm, số 23 tượng trưng cho cơn thịnh nộ, số 43 tượng trưng cho sự phán xét, khi nhân lại thì sẽ bằng 1978. Qua con số 1978 thì Đức Chúa Trời nhấn mạnh ngày phán xét sẽ dành cho những người được giao nhiệm vụ đem Phúc Âm đến cho người khác (số 2), còn người không tin và người tin Chúa đều là mục tiêu của cơn thịnh nộ (số 23) và sự phán xét (số 43) của Đức Chúa Trời. Nhưng trong Kinh Thánh không chép về ngày Chúa tái lâm phải tính theo dãy số nên không thể dùng chuỗi (Sự chuộc tội -Sự trọn vẹn -Thiên đàng) bình phương để tính ngày Chúa tái lâm. Trong cuốn sách "Chúng Ta Sắp Đến Đó" (We Are Almost There), ông Camping khẳng định rằng thời kỳ Hội Thánh chỉ kéo dài trong 1955 năm, Hội Thánh khai sinh vào ngày lễ Ngũ Tuần 22 tháng 05 năm 33 Sau Công nguyên. Thời kỳ của Hội Thánh đã chấm dứt trước ngày kỷ niệm lễ Ngũ Tuần 22 tháng 05 năm 1988. 
Ngày 21 tháng 05 năm 1988, Đức Chúa Trời đã hoàn thành sử dụng các Hội Thánh và các giáo hội trên thế giới. Đức Thánh Linh của Đức Chúa Trời được cất ra khỏi các nhà thờ và Sa-tan tội lỗi nhập vào nhà thờ để cai trị tại điểm đó trong thời gian. Kinh Thánh hé lộ rằng thời gian này khủng khiếp vì sự phán xét trong Hội Thánh kéo dài trong 23 năm. Một thời gian trước năm 1994, Đức Chúa Trời không còn sử dụng Hội Thánh để đại diện cho Nước Trời nữa. Vì thế năm hân hỉ 1994 là năm kinh khủng đối với Hội Thánh. Khắp thế giới, Chúa đã cứu vô số người, nhưng Hội Thánh ở dưới quyền cai trị của Sa-tan về phần thuộc linh. Chúa đã không còn sử dụng Hội Thánh để đại diện cho nước của Ngài. Tình trạng này cũng tương tự như năm 1877 Trước Công nguyên, khi vùng đất Ca-na-an ở dưới quyền cai trị của dân ngoại, và năm 587 Trước CN, khi xứ Giu-đê ở dưới quyền cai trị của vua Ba-by-lôn. Tuy nhiên, năm 1994 là năm hân hỉ, năm Đức Thánh Linh được ban xuống và một thời kỳ trọng đại cuối cùng của công cuộc truyền giảng diễn ra. Với lập luận kiểu này thì ông Camping chủ trương Hội Thánh không còn giá trị, không còn đại diện cho Đức Chúa Trời và khuyên các tín hữu hãy ra khỏi Hội Thánh, các mục sư, các trưởng lão, các chấp sự hãy từ chức và người nắm lẽ thật là ông Camping, Cộng đồng duy nhất để các tín hữu nhóm lại là Family Radio. Nhưng chính vì tính toán theo năm mặt trời để suy ra những ngày, tháng, năm, trong Kinh Thánh, vì căn cứ vào ý nghĩa của những con số và chỉ căn cứ vào những câu Kinh Thánh phù hợp với lý luận của riêng mình mà ông Camping liên tục thay đổi ngày Chúa tái lâm bằng nhiều lý do để phân bua rằng Chúa dời ngày phán xét qua một ngày khác.